# Eclipsi solar del 10 de maig del 2013
L'eclipsi solar del 10 de maig de 2013 va tenir lloc a l'oceà Pacífic amb una magnitud de 0,9544 i la seva faceta anular es va mostrar al nord d'Austràlia i al sud del Pacífic, amb una màxima visibilitat de 6 minuts i 3 segons a l'est de la Polinèsia Francesa. En contrast amb l'eclipsi anterior, que també va passar a Austràlia, aquesta vegada el diàmetre angular de la Lluna no va bloquejar completament el Sol, i el cobrí només fins a un 97%.
Un eclipsi solar s'esdevé quan la Lluna transita entre la Terra i el Sol, i enfosqueix totalment o parcialment al Sol Un eclipsi solar anul·lar ocorre quan el diàmetre angular és menor que el Sol, i bloqueja la major part de la seva llum i causa que el Sol sembli una corona circular. Els eclipsis anulars es veuen com eclipsis parcials en una regió de milers de quilòmetres.

## Trànsit
La fase anul·lar l'eclipsi va començar prop de Canning Stock Route, a l'oest d'Austràlia. El sol del matí només va estar a dos graus sobre l'horitzó. El trànsit de l'eclipsi es va estendre cap al nord-est, passant per una zona desèrtica escassament poblada fins a arribar al Golf de Carpentària. A l'est del golf va passar sobre la península del Cap York. A una velocitat de 5000 quilòmetres per hora, l'ombra de la Lluna va seguir movent-se fins a passar per la gran barrera de corall i entrar a l'oceà Pacífic. Després de moure's 800 quilòmetres sobre l'oceà, la faceta anular es va veure a Nova Guinea, Woodlark i les Illes Salomó. Després va passar sobre Nauru i les illes Gilbert, i va acabar a uns 5000 quilòmetres a l'oest de la costa del Perú. Indonèsia i Nova Zelanda es van enfosquir parcialment.